# Gacsály
Gacsály ist eine ungarische Gemeinde im Kreis Fehérgyarmat im Komitat Szabolcs-Szatmár-Bereg.

## Geografische Lage
Gacsály liegt 19 Kilometer südöstlich der Kreisstadt Fehérgyarmat und fünf Kilometer von der Grenze zu Rumänien entfernt. Nachbargemeinden sind Császló, Rozsály, Zajta und Kisnamény.

## Sehenswürdigkeiten
- Reformierte Kirche, erbaut 1734–1759, restauriert 1902–1911 und 1959–1960
- Römisch-katholische Kapelle Szent Család mit separatem Glockenturm, in der auch Gottesdienste der griechisch-katholischen Gemeinde stattfinden

## Infrastruktur
Im Ort gibt es Kindergarten, Grundschule, Bücherei, Kulturhaus, Postamt, hausärztlichen Dienst, das Bürgermeisteramt und zwei Kirchen.

## Verkehr
In Gacsály treffen die Landstraßen Nr. 4128, Nr. 4141 und Nr. 4143 aufeinander. Der Ort liegt an der Eisenbahnstrecke von Fehérgyarmat nach Zajta. Es bestehen Busverbindungen nach Császlo, Zajta und Fehérgyarmat.

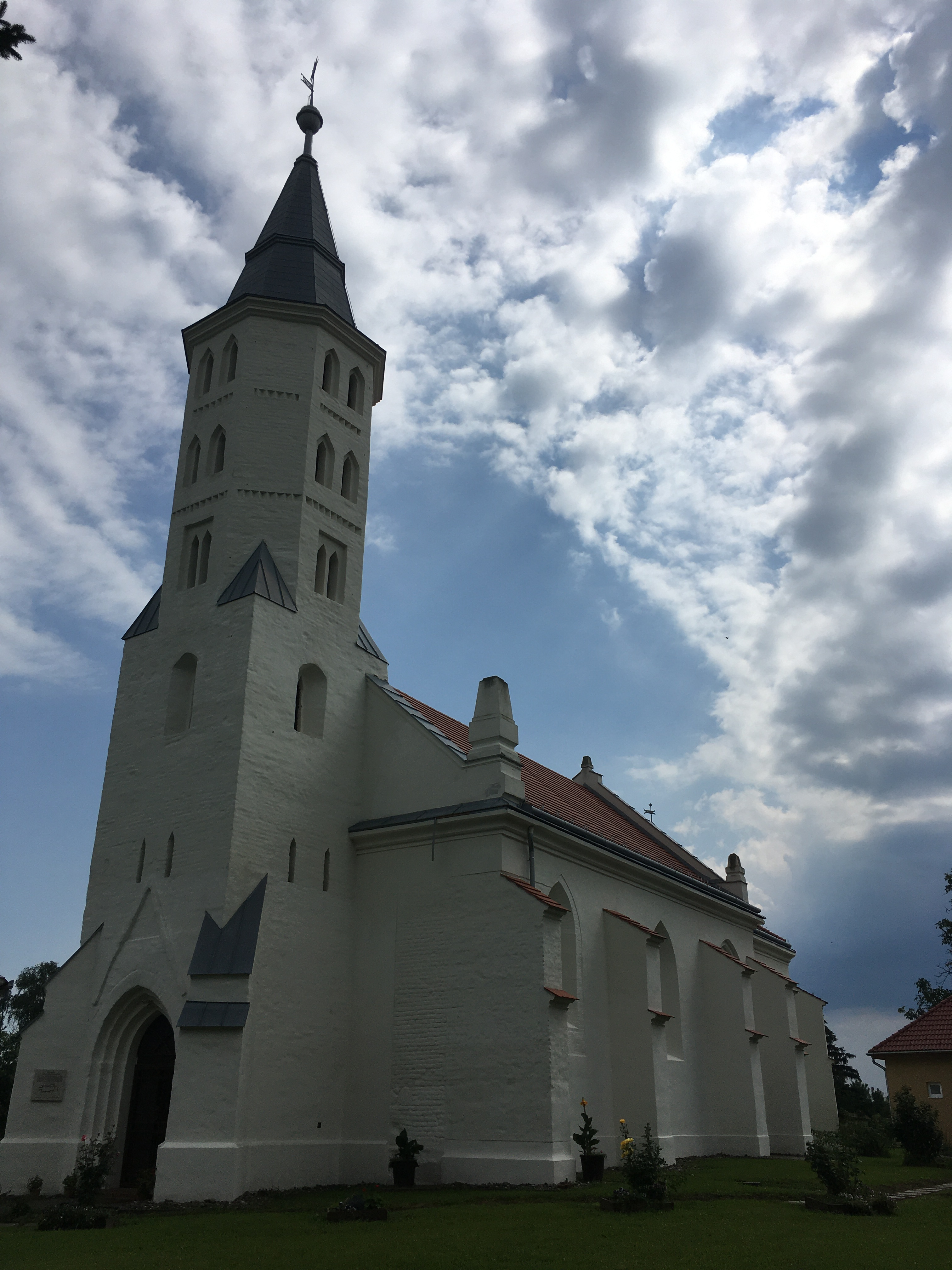
Reformierte Kirche in Gacsály
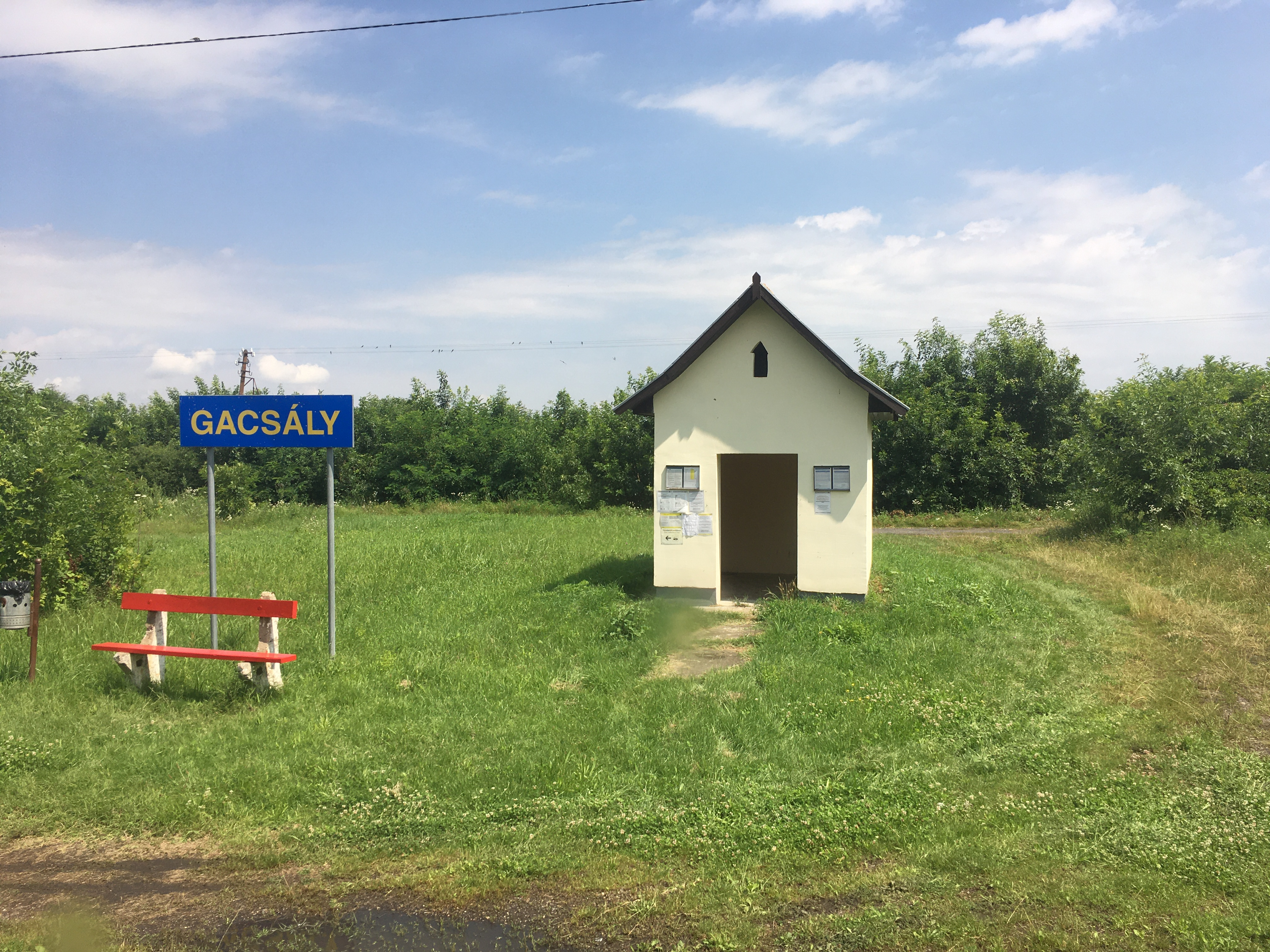
Eisenbahnhaltestelle Gacsály